# Jaszczurzyca (potok)
Jaszczurzyca (słow. Jašteričie) – niewielki potok w miejscowości Orawice na Słowacji, lewy dopływ Bobrowieckiego Potoku. Ma źródła na wysokości około 900 m u podnóży Mihulczej Czuby i Koziego Gronika w masywie Osobitej. Spływa w północnym kierunku, opływając po wschodniej stronie wzgórze Jaszczurzyca i na wysokości około 830 m uchodzi do Bobrowieckiego Potoku na Kotlinie Orawickiej, pomiędzy leśniczówkami Peciská i Bobrovec. 
Potok zasilany jest przez dwa źródła Jaszczurzyca, z których wypływa słabo zmineralizowana i wzbogacona dwutlenkiem węgla woda termalna. Jej temperatura (również w zimie) wynosi 14,3–15,9 °C.
Nazwa potoku pochodzi od nazwy źródła Jaszczurzyca, tego zaś od salamandry plamistej, przez lud nazywanej jaszczurami. Ciepła woda źródła jest wykorzystywana przez te płazy do rozmnażania. W 1918 źródło Jaszczurzyca badał Ludwik Kowalski i w lutym zastał w nim liczne salamandry.